# Ecublens (Vaud)
Ecublens (/ekyblɑ̃/ ,toponimo francese) è un comune svizzero di 12 342 abitanti del Canton Vaud, nel distretto dell'Ouest lausannois; ha lo status di città e si trova nella parte occidentale dell'agglomerato urbano di Losanna.

## Geografia fisica

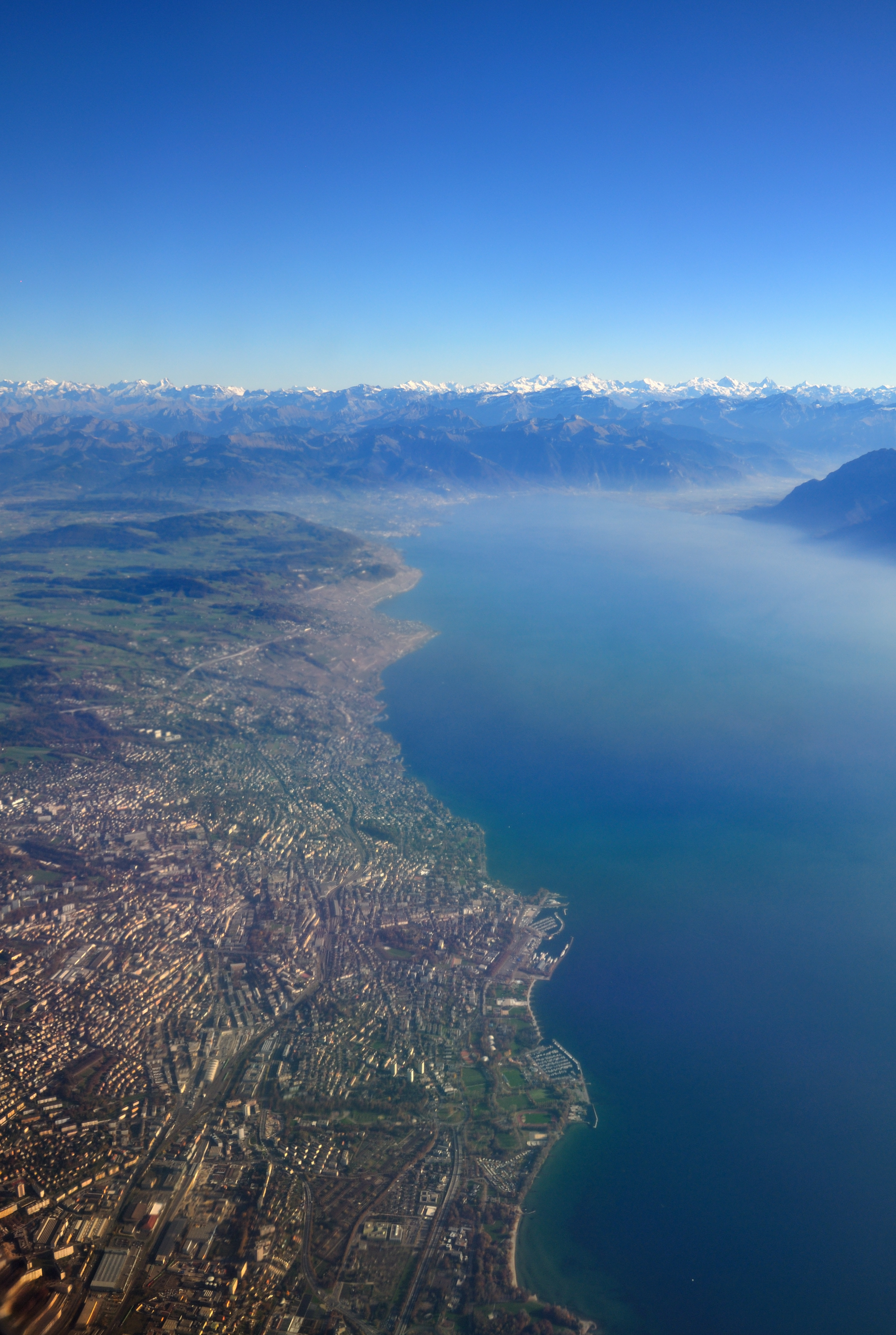
Ecublens e il lago di Ginevra

Ecublens sorge a 428 m s.l.m., circa 6 km a ovest dalla capitale cantonale. Il territorio si estende su un deposito morenico tra le vallate dei torrenti Venoge e Sorge, nella parte centrale del Canton Vaud, a circa 50 m d'altezza rispetto alla superficie del lago di Ginevra.
La superficie di 5,71 km² copre una sezione a nord del lago di Ginevra. Ecublens non si affaccia direttamente sul lago: il confine meridionale corre lungo la strada cantonale che unisce Losanna a Morges. La parte centrale dell'area è occupata dalla morena, che va dai 433 m della sezione sud fino ai 443 m della sezione nord, coincidente con Château de la Motte (punto più elevato di Ecublens). La morena è costituita dal materiale di risulta del ghiacciaio lasciato dal Rodano durante le ere glaciali. A ovest la morena si estende fino alla valle del torrente Venoge, che traccia i confini del municipio; a est l'area è occupata dalla valle del Sorge, fino alla località di Dorigny e al torrente Chamberonne. A nord, la zona forestale di Bois d'Ecublens e la ferrovia Losanna-Ginevra segnano il confine. Nel 1997, l'occupazione dei suoli era destinata per il 56% a insediamenti, per il 13% a foreste e boschi e per il 31% all'agricoltura.

## Monumenti e luoghi d'interesse

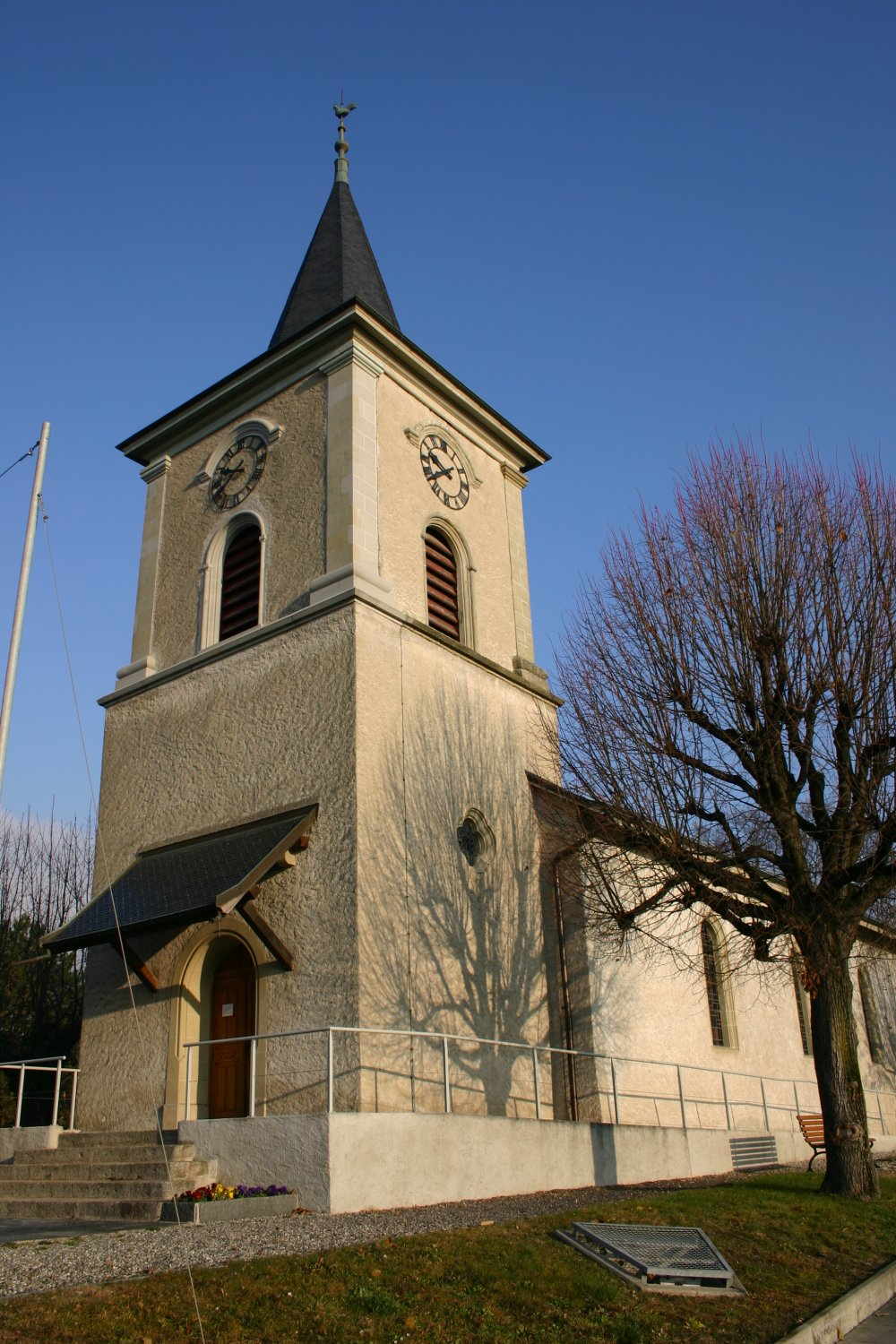
La chiesa di San Pietro

- Chiesa riformata di San Pietro, attestata dal 1228[1].

## Società

### Evoluzione demografica
Con 12 342 abitanti (alla fine del 2016), Ecublens è una delle municipalità più grandi del Canton Vaud. La popolazione totale è raddoppiata nel periodo che va dagli anni 1850 agli anni 1950. In seguito, un notevole aumento della popolazione e dell'urbanizzazione è stato generato dalla vicina Losanna. Il numero di abitanti è quasi decuplicato nei successivi 50 anni, con tassi di crescita particolarmente alti durante gli anni 1960. Con più di 10 000 abitanti, Ecublens è diventata la 12ª città più grande del Canton Vaud; l'area urbana di Ecublens costituisce un tutt'uno con quelle di Renens, Chavannes-près-Renens e Saint-Sulpice.
L'evoluzione demografica è riportata nella seguente tabella:
Abitanti censiti

### Lingue e dialetti
Il 76,5% degli abitanti nel 2000 era di madrelingua francese, il 6,5% di madrelingua italiana e il 4,6% di madrelingua tedesca.

### Religione
La porzione meridionale di Ecublens appartiene alla parrocchia di Ecublens Saint-Sulpice, mentre quella settentrionale appartiene alla parrocchia di Chavannes-Epenex.

## Cultura

### Istruzione

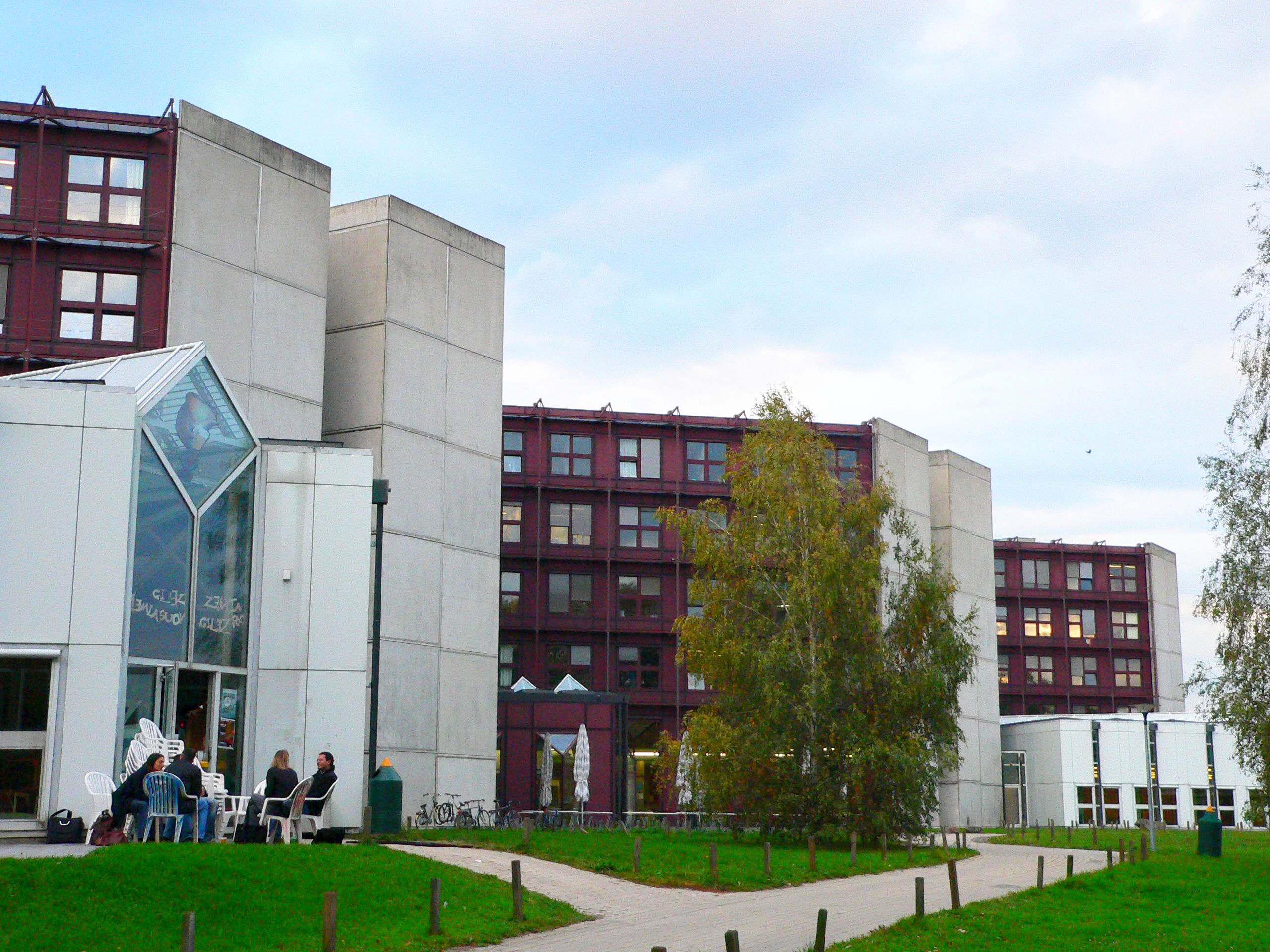
Il campus dell'Università di Losanna a Doligny

Ecublens è diventata nel corso degli anni un importante centro per l'istruzione superiore. A partire dagli anni 1970 la Scuola politecnica federale di Losanna (EPFL) e una porzione dell'Università di Losanna (UNIL) hanno stabilito i loro campus nel territorio del comune; nel 1977 vi si è stabilita anche la Biblioteca cantonale e universitaria di Losanna (BCU). L'area universitaria è dislocata a Doligny, tra la strada cantonale Losanna-Morges e il corso della Sorge, e occupa circa un quinto del territorio municipale.

## Geografia antropica

### Urbanistica
Nuove zone abitative si sono sviluppate al confine settentrionale del villaggio originario e a Epenex. Tra le valli del Venoge e della Sorge sorgono numerose abitazioni monofamiliari e palazzine.

### Frazioni

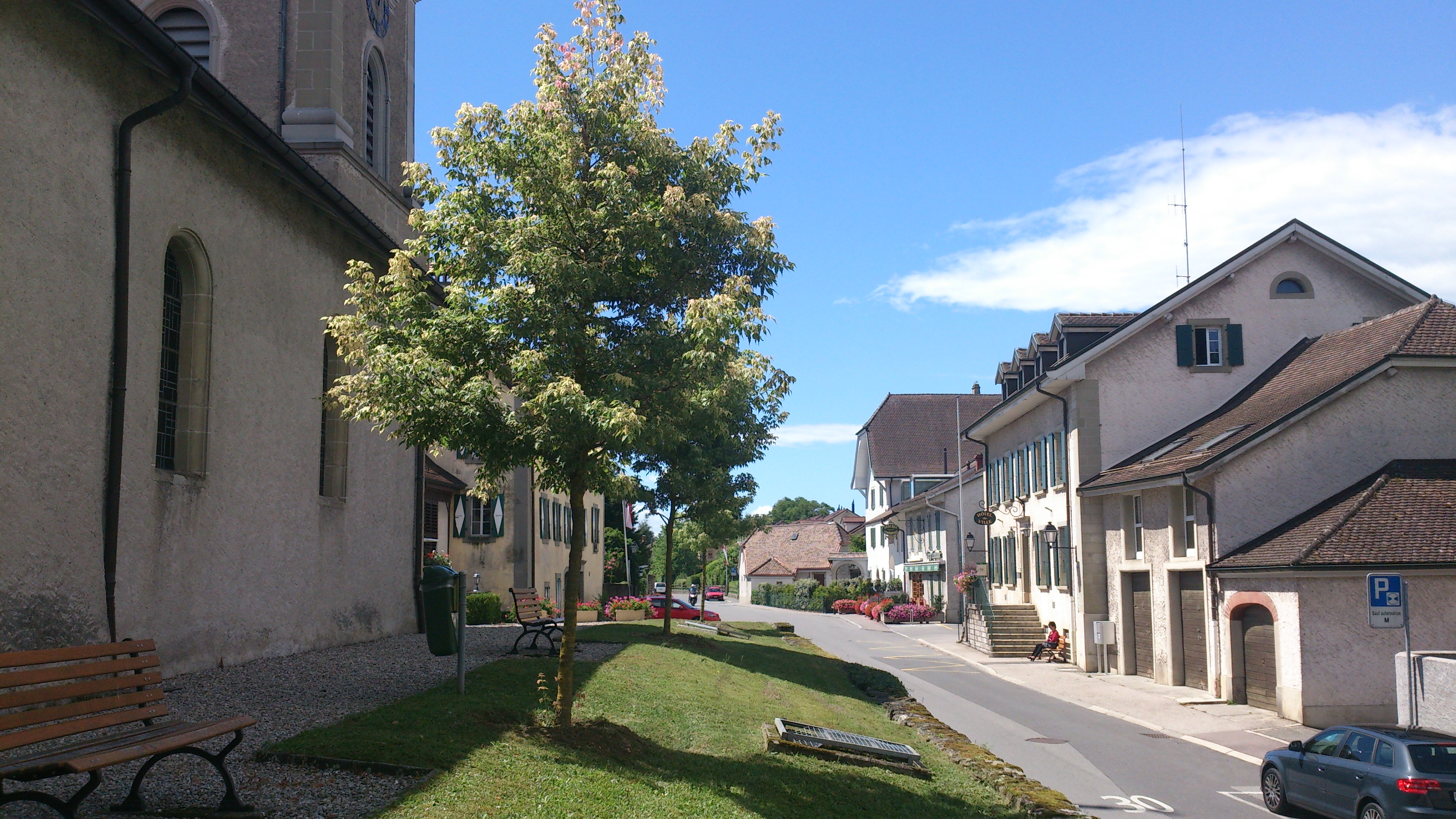
Le Motty

- Bassenges[1] (407 m s.l.m.), a est del centro[senza fonte];
- Epenex[1] (420 m s.l.m.), tra l'autostrada A1 e la ferrovia Losanna-Ginevra[senza fonte];
- Dorign[1];
- Le Motty, centro amministrativo e religioso[1];
- Renges[1] (404 m s.l.m.), a ovest del centro[senza fonte];
- Villars[1].

## Economia
Fino alla metà del XX secolo Ecublens viveva grazie all'agricoltura, dominata dalla coltivazione della vite; in seguito vi si è sviluppata una zona industriale ed è diventato un quartiere residenziale per molte persone che lavorano a Losanna. Oggi, nel comune sono disponibili circa 11 000 posti di lavoro. Con appena lo 0,3% degli occupati nel settore primario, l'agricoltura costituisce un aspetto marginale nella composizione della popolazione attiva. Circa il 25% delle persone è occupata nel settore industriale, mentre il settore dei servizi occupa circa il 75% dei lavoratori (condizioni rilevate nel 2001).
Negli anni 1960 sono nate vaste zone industriali e commerciali nella valle del Venoge, sia nella parte settentrionale, al confine con Bussigny, che nella parte meridionale di Valeyre e ad Epenex, vicino alla stazione di Renens. Nel corso del tempo, diverse industrie di grandi dimensioni vi si sono stabilite: la Socsil (dal 1959, gas anestetici), la Socorex-Isba (dal 1962), la Nokia-Maillefer (dal 1964, macchinari per cavi), la Sapal (dal 1964, macchinari per impacchettamento), la Applied Research Laboratories (dal 1970, apparecchiature per la spettrografia), la Thévenaz-Leduc (dal 1972) e la Sirec (dal 1972); inoltre, dal 1979, ad Ecublens si trova la direzione amministrativa della Migros Vaud.

## Infrastrutture e trasporti

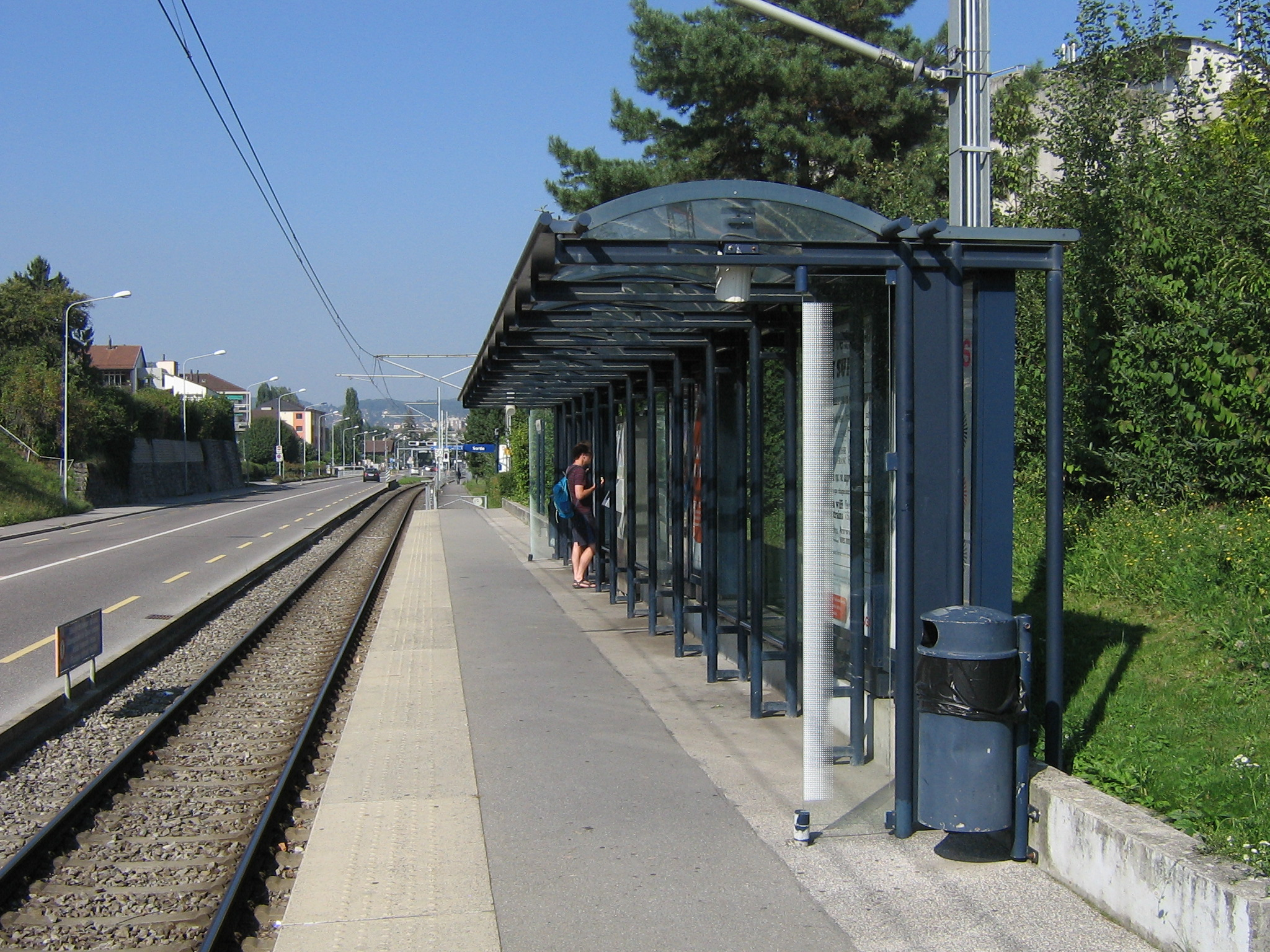
La stazione Bassenges

Ecublens è servito dalle stazioni Bassenges, Cerisaie, EPFL e UNIL-Sorge della linea M1 della metropolitana di Losanna, gestita dalla Transports publics de la région lausannoise; questa linea è stata inaugurata il 24 maggio 1991 con il nome di TSOL (Tramway Sud Ouest Lausannois) dal parlamentare Adolf Ogi.
La città è attraversata dalla storica strada cantonale che unisce Losanna a Ginevra, correndo lungo il lago. Più a nord, invece, si trovano le più moderne arterie autostradali e ferroviarie che congiungono Losanna a Ginevra: in particolare, il raccordo A1A (circa 3 km, costruito nel 1964), che unisce la città di Losanna all'autostrada A1. Una linea di autobus la unisce a Morges.

## Amministrazione
Ogni famiglia originaria del luogo fa parte del cosiddetto comune patriziale e ha la responsabilità della manutenzione di ogni bene ricadente all'interno dei confini del comune.